# Sông Tế
Sông Tế (hoặc Sông Tể), trước kia là một con sông ở phía đông bắc Trung Quốc đã đặt tên cho các thành phố Tế Nguyên và Tế Nam. Nó biến mất trong một trận lũ lụt to lớn ở sông Hoàng Hà vào năm 1852, khi sông Hoàng Hà chuyển dòng từ bên dưới bán đảo Sơn Đông lên phía bắc của nó. Trong quá trình này, nó đã vượt qua sông Tế và chiếm lấy lòng sông của nó.

## Tên sông
Jì (ji3) là bính âm của một cách phát âm tiếng phổ thông ngày nay của từ trong tiếng Trung được viết là 濟 ở dạng phồn thể và 济 ở dạng giản thể được sử dụng tại Trung Quốc đại lục để chỉ con sông này. Cách phát âm tên sông này trong Tiếng Hán thượng cổ được tái tạo thành /*[ts]ˤəjʔ/ hoặc /*ʔsliːlʔ/. Các mô tả Trung Quốc cổ đại cũng viết tên gọi sông này bằng ký tự 泲, và Lâm Truyền Giáp (林传甲, 1877-1922) coi nó là đồng nhất với sông Oan, từ đó mà có huyện Oan Cù (Sơn Đông). Trong phiên âm Hán-Việt thì nó là Tể, chỉ được dùng để gọi con sông này và trong cụm từ 濟濟 (tể tể, nghĩa là đông đúc); trong khi cách phiên/phát âm phổ biến jì (ji4) là Tế như trong kinh tế, cứu tế, tế thế. Tuy nhiên, trong Hán-Nôm chỉ có một cách phát âm duy nhất là Tế.

## Địa lý

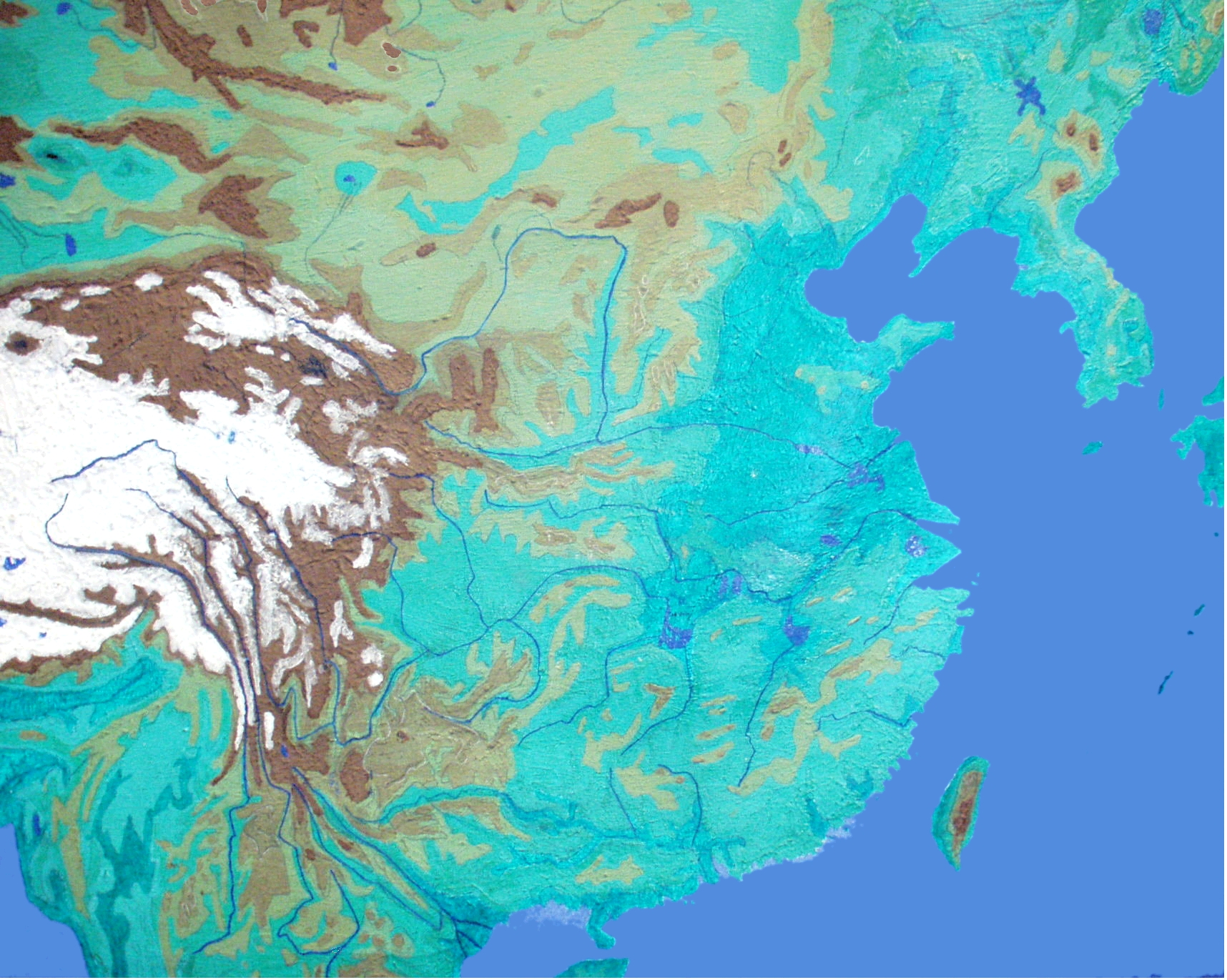
Một bản đồ của Trung Quốc mô tả dòng chảy của sông Hoàng Hà trong khoảng thời gian giữa những trận lũ lụt vào năm 1494 và của những năm đầu thập niên 1850.

Sông Tế đã thay đổi dòng chảy của nó rất nhiều lần trong giai đoạn lịch sử trước khi nó biến mất. Nói chung thì nó được cho là bắt nguồn từ phía tây núi Vương Ốc (王屋山) gần Tế Nguyên trong tỉnh Hà Nam ngày nay qua Sơn Đông đến biển Bột Hải.
Trong thời đồ đá mới, sông Tế có thể là một chi lưu của sông Hoàng Hà, hợp nhất với dòng chảy phía hạ lưu của nó trong bình nguyên Hoa Bắc.
Tại một số thời điểm, lũ lụt đã chuyển dòng hạ lưu sông Hoàng Hà thành một dòng riêng biệt, trong khi đó sông Tế tiếp tục chiếm dòng chảy trước đó của nó. Hai con sông chảy song song với nhau dưới thời Chu, Tần và Hán.
Dưới thời nhà Hán, dòng chảy trung tâm của sông Tế đi qua Đại Dã Trạch (phồn thể: 大野澤; giản thể: 大野泽) và cửa sông nằm trong quận Thiên Thừa (千乘郡, Thiên Thừa Quận).

## Lịch sử
Khu vực xung quanh sông Tế là một trong những khu vực đông đúc dân cư nhất Trung Quốc trong thời kì đồ đá mới, khi vùng đồng bằng của nó là trung tâm của các văn hóa như Long Sơn  (2500—1900 TCN) và Nhạc Thạch (1900—1600 TCN). Nó đã được tôn vinh như một vị thần trong tôn giáo cổ đại Trung Hoa.
Tư Mã Thiên liệt kê sông Tế trong số các con sông được nối với nhau bằng kênh Hồng (phồn thể: 鴻溝; giản thể: 鸿沟, Hán-Việt: Hồng câu, nghĩa đen là "kênh Ngỗng đậu"), mà sự cổ xưa của nó đã khiến cho Tư Mã Thiên xếp nó ngay sau công trình của vua Vũ huyền thoại. Trên thực tế, kênh Hà Thủy (phồn thể: 荷水運河; giản thể: 荷水运河, Hà Thủy vận hà) nối sông Tề với sông Tứ (Tứ thủy) đã được binh lính dưới sự chỉ huy của vua Phù Sai của nước Ngô hoàn thành vào năm 483-482 TCN để cải thiện đường tiếp tế của họ trong khi chiến tranh với các nhà nước phía bắc là nước Tề và nước Tấn. Từ sông Tứ, sau đó sông Tề tiếp nối với sông Hoài, để tiếp nối với dòng chảy mới của sông Hoàng Hà qua kênh Hồng và sông Dương Tử qua kênh Hàn (phồn thể: 邗溝; giản thể: 邗沟, Hán-Việt: Hàn câu) được binh lính của Phù Sai hoàn thành vào năm 486-484 TCN.

## Di sản
Sông Tế là nguồn gốc cho các tên gọi Tế Nguyên ("Nguồn của sông Tế") và Tế Nam ("Vùng đất phía nam sông Tế").

### Trích dẫn
1. ↑  Baxter & al. (2014).
2. ↑  Zhengzhang (2003).
3. 1 2 3  Barbieri-Low & al. (2015), tr. 943.
4. ↑  《漢典》, 2015, s.v. "泲". (bằng tiếng Trung Quốc)
5. ↑  Lin (1920).
6. ↑  Ding (2014).
7. ↑  中国百科大辞典. 中国大百科全书出版社. 1999. tr. 2505–.
8. 1 2  Liu (2004), tr. 254.
9. ↑  Jun (2013), tr. 145.
10. ↑  Liu (2004), tr. 205.
11. 1 2 3  Zhao (2015), tr. 206.
12. ↑  Chen (2015), tr. 82.
13. ↑  Liu (2004), tr. 27 & 205.
14. ↑  Liu (2004), tr. 207.
15. ↑  Chen (2015), tr. 132.
16. ↑  Needham & al. (1971), tr. 269.
17. ↑  Needham & al. (1971), tr. 270.